# Thomas Pike

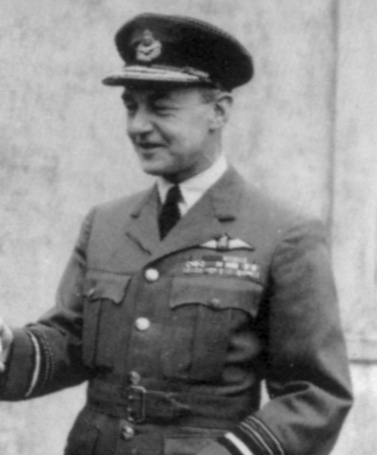
Thomas Pike

Sir Thomas Geoffrey Pike, GCB, CBE, DFC, DL (* 29. Juni 1906; † 1. Juni 1983 auf dem Luftwaffenstützpunkt RAF Halton) war ein britischer Marshal of the Royal Air Force, der unter anderem zwischen 1953 und 1956 stellvertretender Chef des Luftwaffenstabes (Deputy Chief of the Air Staff), von 1956 bis 1959 Kommandeur des Luftjagdkommandos (RAF Fighter Command), zwischen 1960 und 1963 Chef des Luftwaffenstabes (Chief of the Air Staff) sowie zuletzt von 1964 bis 1967 stellvertretender Oberkommandierender der Alliierten NATO-Streitkräfte in Europa (Deputy Supreme Allied Commander Europe) war.

## Leben

### Militärische Ausbildung und Zeit vor dem Zweiten Weltkrieg
Pike begann nach dem Besuch der 1552 gegründeten Bedford School am 17. Januar 1924 als Offiziersanwärter (Flight Cadet) seine Offiziersausbildung in der B-Squadron des RAF College Cranwell. Nach Abschluss der Ausbildung wurde er am 16. Dezember 1925 als Berufssoldat (Permanent Commission) mit dem Dienstgrad Leutnant (Pilot Officer) in die RAF übernommen und fand anfangs Verwendung als Pilot in der No. 56 Squadron RAF auf dem Militärflugplatz RAF Biggin Hill. In dieser Einheit flog er anfangs Gloster Grebe- sowie später Armstrong Whitworth Siskin-Doppeldecker-Jagdflugzeuge und wurde am 16. Juni 1927 zum Oberleutnant (Flying Officer) befördert. Nachdem er vom 2. Oktober bis zum 18. Dezember 1928 den Fluglehrerlehrgang an der Zentralen Flugschule (Central Flying School) besucht hatte, war er selbst als Fluglehrer an der No. 5 Flying Training School RAF. Anschließend war er vom 6. Mai 1928 bis zum 5. August 1930 selbst Ausbilder für Fluglehrer an der Central Flying School, wo er am 9. Juli 1930 auch seine Beförderung zum Hauptmann (Flight Lieutenant) erhielt. Dort gehörte er auch zur fünfköpfigen Kunstfluggruppe The Gipsy Moths gehörte.
Danach absolvierte Pike vom 5. August 1930 bis zum 1. Oktober 1932 einen Lehrgang für Flugzeugingenieure im Luftwaffendepot RAF Henlow und fand daraufhin Verwendung im Ingenieurstab des Luftwaffendepots der Luftstreitkräfte im Mittleren Osten (RAF Middle East). Nach seiner Rückkehr nach Großbritannien war er zwischen dem 13. November 1934 und dem 19. Januar 1937 an der No. 4 Flying Training School RAF auf dem Militärflugplatz RAF Abu Sueir in Ägypten wieder als Fluglehrer tätig. Im Anschluss absolvierte er vom 19. Januar 1937 bis zum 1. Januar 1938 das RAF Staff College, Andover und wurde dort am 1. Februar 1937 auch zum Major (Squadron Leader) befördert. Nach einer darauf folgenden Verwendung als Leitender Flugausbilder (Chief Flying Instructor) an der No 10 Flying Training School auf dem Luftwaffenstützpunkt RAF Ternhill war er zwischen dem 14. Februar und September 1939 Stabsoffizier in der Unterabteilung Friedensorganisation des Luftwaffenstabes.

### Zweiter Weltkrieg

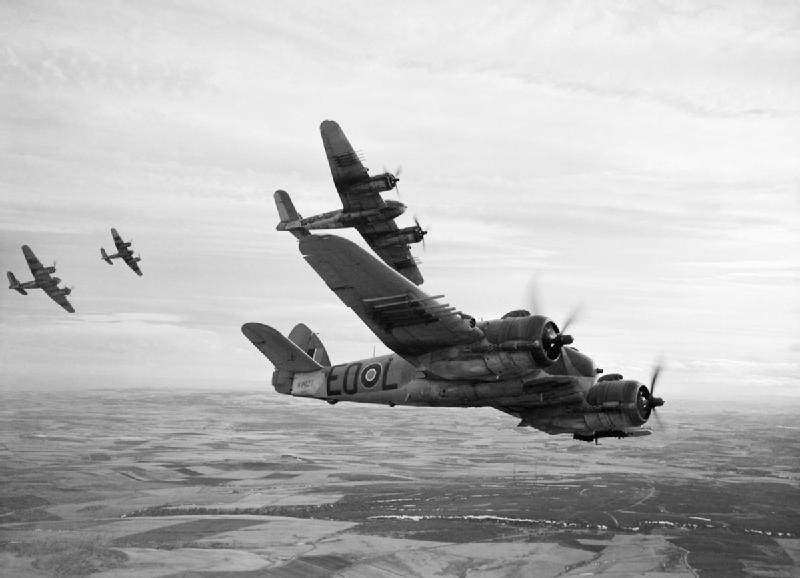
Für seine Nachtkampfabschüsse mit Bristol Beaufighter-Kampfflugzeugen wurde Pike mit dem Distinguished Flying Cross (DFC) ausgezeichnet

Zu Beginn des Zweiten Weltkrieges wurde Pike im September 1939 Stabsoffizier in der Organisationsabteilung des Luftwaffenstabes und verblieb dort bis zum Ende der Luftschlacht um England Anfang 1941. Danach übernahm er am 4. Februar 1941 seinen ersten eigenen Kommandeursposten, und zwar als Kommander (Commanding Officer) der mit Bristol Beaufighter-Kampfflugzeugen ausgerüsteten No. 219 Squadron RAF auf dem Luftwaffenstützpunkt RAF Tangmere. Dort wurde er aufgrund von vier Nachtabschüssen von feindlichen Flugzeugen der deutschen Luftwaffe am 13. Mai 1941 mit dem Distinguished Flying Cross (DFC) sowie am 30. Mai 1941 mit einer Spange (Bar) zum DFC ausgezeichnet. Aufgrund seiner bei diesen Nachtflugeinsätzen gewonnenen Erfahrungen wurde er am 29. September 1941 ins Hauptquartier der No. 11 Group RAF versetzt, wo er bis zum 2. Februar 1942 als Stabsoffizier für die Nachtkampfflugzeuge dieses Verbandes zuständig war.
Im Anschluss war Pik zwischen dem 2. Februar und dem 5. August 1942 Kommandeur des Luftwaffenstützpunktes RAF North Weald und wurde dort am 14. April 1942 zum Oberstleutnant (Wing Commander) befördert, wobei diese Beförderung auf den 1. Januar 1940 zurückdatiert wurde. Nach einer Verwendung als Stabsoffizier im Hauptquartier der No. 11 Group RAF war er zwischen dem 16. Mai 1943 und dem 21. Februar 1944 Kommandeur der No. 1 Mobile Operations Room Unit RAF, die unter anderem im September 1943 an der Alliierten Invasion in Italien beteiligt war. Für seine Verdienste als Kommandeur dieser Einheit wurde er am 2. Juni 1943 im Kriegsbericht erwähnt (Mentioned in dispatches). Am 21. Februar 1944 wurde er schließlich Leitender Stabsoffizier SASO (Senior Air Staff Officer) im Hauptquartier der Wüstenluftstreitkräfte (Desert Air Force) und verblieb auf diesem Posten bis zum 23. Juni 1945.

### Deputy Chief of the Air Staff und RAF Fighter Command

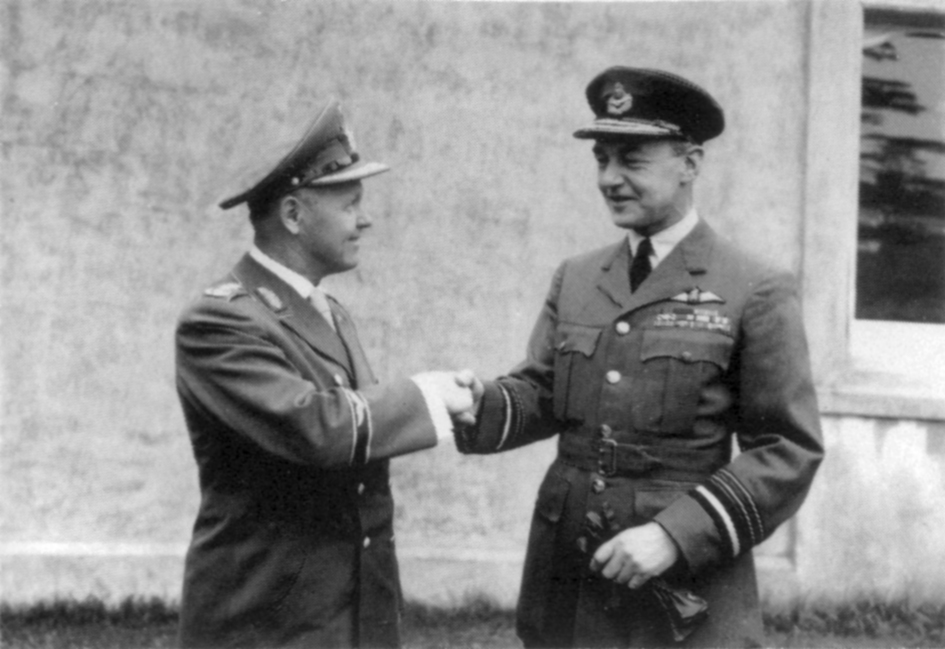
Air Marshal Thomas Pike (rechts) im Gespräch mit dem Leiter der Abteilung Luftwaffe im Bundesministerium der Verteidigung, Generalleutnant Josef Kammhuber im Oktober 1956

Nach Kriegsende übernahm Pike, der am 8. Juni 1944 Commander des Order of the British Empire (CBE) wurde, am 23. Juni 1945 den Posten als Kommandant der No. 1 Officer Advanced Training School, die sich seit dem 13. September 1945 auf dem Luftwaffenstützpunkt RAF Digby befand. Während dieser Zeit wurde ihm am 16. Oktober 1945 das Offizierskreuz des US-amerikanischen Legion of Merit sowie am 1. Januar 1946 die Würde als Companion des Order of the Bath (CB) verliehen. Darüber hinaus wurde er am 1. Januar 1946 auch zum Oberst (Group Captain) befördert. Er bekleidete zwischen dem 12. Oktober 1946 und dem 11. Januar 1949 den Posten als Leiter der Abteilung für operative Anforderungen im Luftfahrtministerium (Air Ministry) und war damit mitverantwortlich für die Nachrüstung der RAF mit Strahlflugzeugen, die in der Nachkriegszeit die bisherigen herkömmlichen Kampfflugzeuge und Bomber ablösten. In dieser Verwendung erfolgte am 1. Juli 1947 seine Beförderung zum Brigadegeneral (Air Commodore).
Pike war zwischen dem 11. Januar 1949 und dem 8. Januar 1950 Absolvent des Imperial Defence College und übernahm danach bis zum 21. Juli 1951 den Posten als Kommandeur AOC (Air Officer Commanding) der No. 11 Group RAF, wo er am 1. Juli 1950 zum Generalmajor (Air Vice Marshal) befördert wurde. Anschließend folgte seine erste Verwendung in der NATO, und zwar vom 21. Juli 1951 bis zum 12. Juni 1953 als stellvertretender Chef des Stabes für Operationen im Hauptquartier der Alliierten Luftstreitkräfte in Mitteleuropa (Allied Air Forces Central Europe) in Fontainebleau. Nach seiner Rückkehr fungierte er zwischen dem 12. Januar und dem 9. November 1953 als Assistierender Chef des Luftwaffenstabes für Politik (Assistant Chief of Air Staff (Policy)).
Danach wurde Pike am 9. November 1953 als Nachfolger von Air Marshal Ronald Ivelaw-Chapman stellvertretender Chef des Luftwaffenstabes (Deputy Chief of the Air Staff) und übte diese Funktion bis zu seiner Ablösung durch Air Marshal Geoffrey Tuttle am 8. August 1956 aus. In dieser Verwendung erfolgte am 1. Januar 1955 seine Beförderung zum Generalleutnant (Air Marshal). Ferner wurde er am 9. Juni 1955 zum Knight Commander des Order of the Bath (KCB) geschlagen und führte fortan den Namenszusatz „Sir“.
Danach wurde Pike am 8. November 1956 Nachfolger von Air Vice Marshal Hubert Patch Oberkommandierender (Air Officer Commanding in Chief) des Luftangriffskommandos (RAF Fighter Command) und verblieb bis zu seiner Ablösung durch Air Vice Marshal Hector McGregor am 30. Juli 1959 in dieser Verwendung, in der er am 1. November 1957 zum General (Air Chief Marshal) befördert wurde.

### Chief of the Air Staff und Marshal of the Royal Air Force
Nach einer darauf folgenden Wartestellung übernahm Pike am 1. Januar 1960 von Marshal of the Royal Air Dermot Boyle die Funktion als Chef des Luftwaffenstabes (Chief of the Air Staff), den höchsten militärischen Posten der RAF. Während seiner Amtszeit kam es zu einer Reihe von wichtigen Änderungen in der Verteidigungspolitik wie der Streichung der Programme der Blue Streak-Mittelstreckenrakete und der AGM-48 Skybolt-Luft-Boden-Raketen sowie der Entscheidung, die Verantwortung für die Kernwaffen auf die Royal Navy zu übertragen. Er wurde am 1. Januar 1961 zum Knight Grand Cross des Order of the Bath (GCB) erhoben. Am 6. April 1962 erfolgte seine Beförderung zum Marshal of the Royal Air Force, den höchsten Dienstgrad der Royal Air Force. 1962 unternahm er eine Weltreise, bei der er auch Luftwaffenstützpunkte der Royal Canadian Air Force (RCAF) sowie der United States Air Force (USAF) besuchte und Gastreden vor dem Canadian Forces College sowie dem Air War College hielt. Die Funktion als Chief of the Air Staff hatte er bis zum 1. Januar 1964 inne und wurde danach durch Air Chief Marshal Charles Elworthy abgelöst.
Zuletzt wurde Pike am 1. Januar 1964 als Nachfolger von General Hugh Stockwell stellvertretender Oberkommandierender der Alliierten NATO-Streitkräfte in Europa (Deputy Supreme Allied Commander Europe). Diesen Posten bekleidete er bis zu seinem Ausscheiden aus dem aktiven Militärdienst am 1. März 1967, woraufhin er durch General Robert Bray abgelöst. Am 8. Mai 1967 trat er endgültig in den Ruhestand.
Zuletzt wurde Pike am 7. Februar 1983 Deputy Lieutenant (DL) der Grafschaft Essex und bekleidete dieses Amt bis zum 8. Dezember 1981.